# Familia Boulton
La familia Boulton, es una dinastía venezolana; de origen inglés, famosa por sus operaciones y desempeño en el mundo empresarial, inversiones y los negocios, siendo notoria su participación sobre emprendimientos tales como Viasa, Avensa, Seguros La Seguridad, Mavesa, Cerámicas Carabobo,  la licorera Ponche Crema, la compañía productora de cemento Consolidada de Cementos, la Inmobiliaria 24, C.A., el Hotel los Frailes en el estado Mérida y Ron Santa Teresa.
Su poderío económico, fue extraordinario en su punto álgido; con una fortuna estimada en varios cientos de millones de dólares, elevado nivel de riqueza que se alienaba con su centenaria vinculación con la política y los gobernantes de turno, para crear una de las familias más influyentes y poderosas de Venezuela, durante casi dos siglos.

## Historia

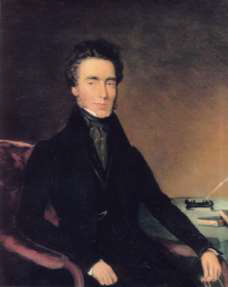
John Boulton Townley.

La historia familiar, data de inicios del siglo XIX con John Boulton Townley, hijo de William Boulton Wilson (1777-1850) y de Agenes Townley (1781-1872), originarios de la ciudad de Lancaster, Inglaterra.
John Boulton Townley, nace el 19 de mayo de 1805, en Inglaterra y llega a Venezuela en 1824 (habiendo pasado por Trinidad y Tobago), estableciéndose en La Guaira, donde se dedica al comercio, logrando ya para 1826 ser uno de los primeros ingleses beneficiados a raíz del Tratado de Amistad, Comercio y Navegación, ratificado en 1825 entre la Gran Colombia y el gobierno británico. En las décadas de 1840 y 1850, abre una agencia en Caracas (que después en 1870 pasó a ser la casa central) y una en Puerto Cabello. También iniciaron actividades de tipo bancario y de corretaje. 

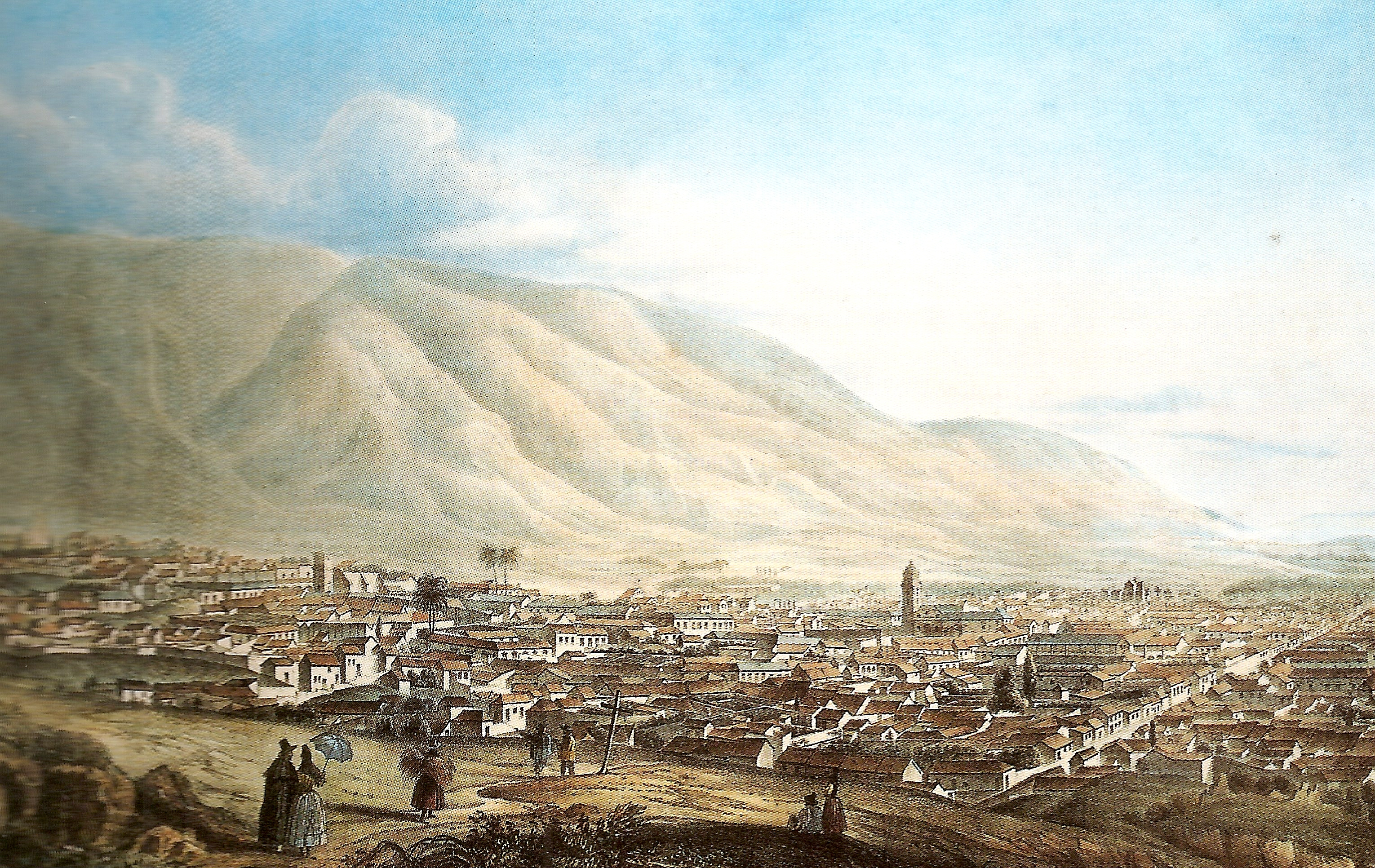
Valle de Caracas según Joseph Thomas en 1839

En 1829, contrae matrimonio con Anna Gertrude Schimmel (1807-1849), de origen holandés; con quien tiene siete hijos: Henry Lord Boulton Schimmel, William George Boulton Schimmel, John Boulton Schimmel, María Boulton Schimmel, Anna Gertrude Boulton Schimmel, Emily Boulton Schimmel y Bernard Weymar Boulton Schimmel. Entre tanto, se continúa dedicando al comercio y negocios, siendo el ambiente político, para entonces en pleno gobierno de los Conservadores en Venezuela, bastante favorable, sin revuelos mayores, proveyéndole así de la estabilidad requerida para sus intereses.

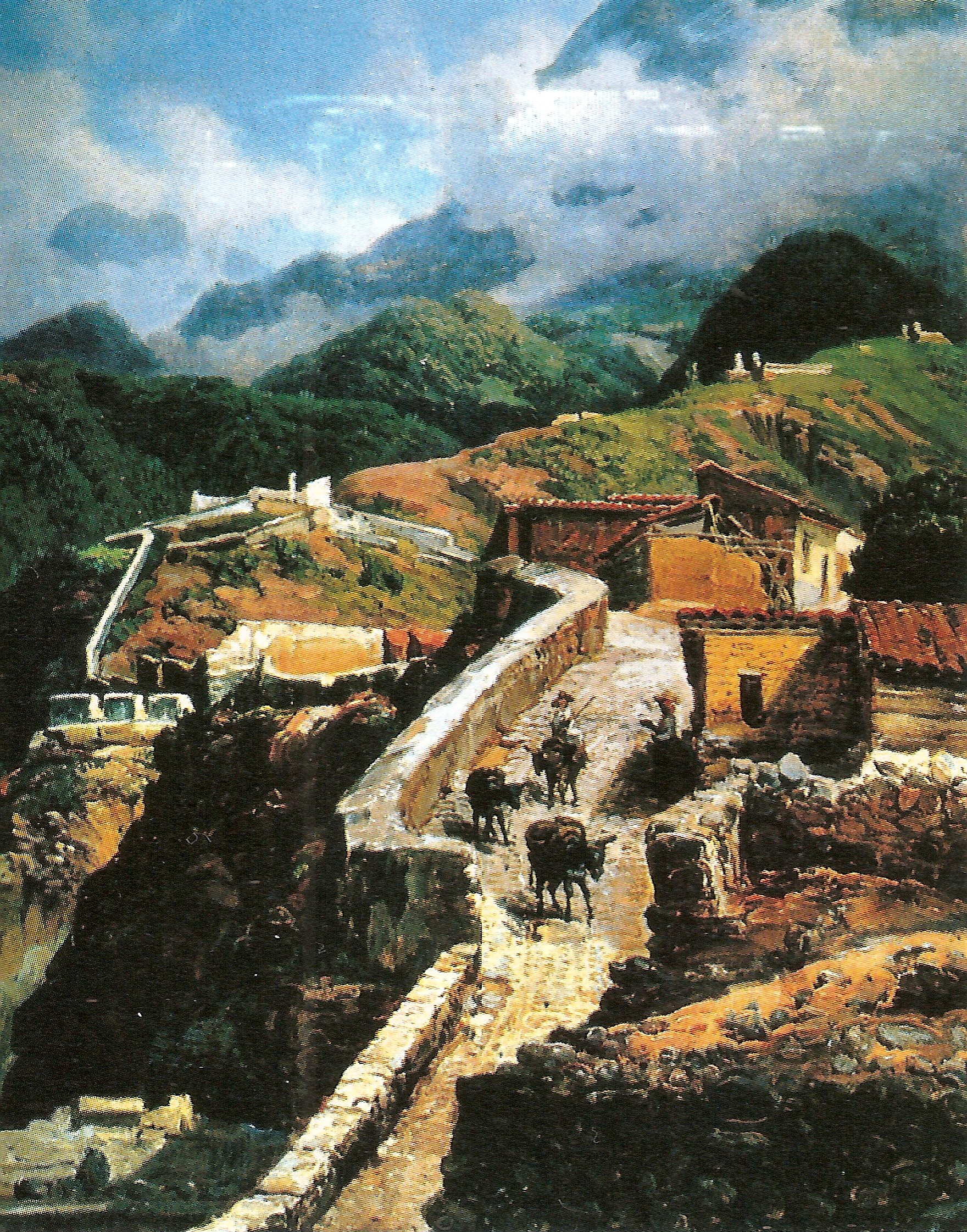
Camino de los españoles entre la La Guaira y Caracas. Óleo de Ferdinand Bellerman, 1844.

Finalmente en 1839, John Boulton Townley y su socio norteamericano John Dallett, fundan la línea naviera Red “D” Line, conectando así su matriz de comercio interno en el país, con un sistema de comercio exterior, dando comienzo a la Casa Boulton, que pasará a ser una de las más importantes empresas navieras, comerciales y financieras del país, siendo además la principal y virtualmente única empresa que comerciaría entre los puertos de Nueva York y Venezuela, por más de un siglo.
Para 1841, Boulton traslada parte de sus oficinas a Caracas, dada la importancia que la capital adquiere como centro económico y político, con lo cual acentúa aún más su presencia dentro de los círculos empresariales y políticos del país.
Finalmente en 1843, John Boulton Townley, se retira a vivir a Filadelfia, dejando a cargo de la Casa Boulton a José María Rojas Espaillat, pero con el ascenso de los Monagas al poder, y el incidente del Asalto al Congreso, en el cual Rojas se vio involucrado, Boulton se ve forzado a regresar al país en 1848 para asumir las riendas de la compañía, una vez más.

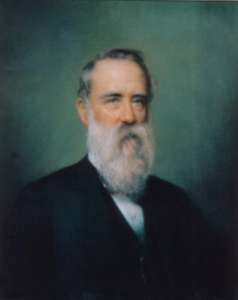
Henry Lord Boulton Schimmel

No obstante, los negocios familiares no se verán afectados por la volatibilidad política de Venezuela, pues no sólo la Casa Boulton prospera, sino que los hijos de John Boulton Townley, Henry Lord Boulton Schimmel y William George Boulton Schimmel, fundan en 1853 la Boulton Sons & Co. Tras el retiro definitivo de su padre (quien fallecería en 1874), el hijo mayor, Henry Lord Boulton Schimmel; asume la presidencia de la Casa Boulton, fusionando sus negocios de la Boulton Sons & Co, con las compañías de su padre, creando así la firma H.L.Boulton & Co, la cual a pesar de todo, mantiene el nombre de Casa Boulton.
Durante el período que fue el Monagato y la posterior Guerra Federal, Henry Lord Boulton; junto a Rojas Espaillat, debió manejar la compañía sobre una situación política y social difícil, aun así, fue capaz de solventar las complicaciones. Luego con el comienzo del Gobierno de Antonio Guzmán Blanco en 1870, quien impulsó y favoreció al sector privado de Venezuela, además de que logró estabilizar institucional y políticamente al país, la Casa de Boulton, pasó a contar con un ambiente ideal para continuar sus operaciones, pues además, la era de paz y prosperidad que trajo Guzmán Blanco a Venezuela, representó aún más; oportunidades para las inversiones, el comercio y las finanzas.
Henry Lord Boulton Schimmel, contrae matrimonio con María Dolores Rojas Espaillat (1834-1921), hermana de José María Rojas Espaillat (antiguo agente de la Casa Boulton en Caracas) y del sabio Arístides Rojas (1826-1894).
El 1 de octubre de 1870, H.L. Boulton & Co. se traslada definitivamente a Caracas, quedando la sede de La Guaira como Agencia. Ese año, adquiere la casa de la céntrica esquina El Chorro. En 1874, Henry Lord Boulton Schimmel es nombrado Cónsul General de la Gran Bretaña en Caracas y en 1875 funda la Casa de Maracaibo con el nombre de H.L. Boulton Jr. & Co.. En 1876, financia parte de las obras del Ferrocarril Inglés Caracas - La Guaira.

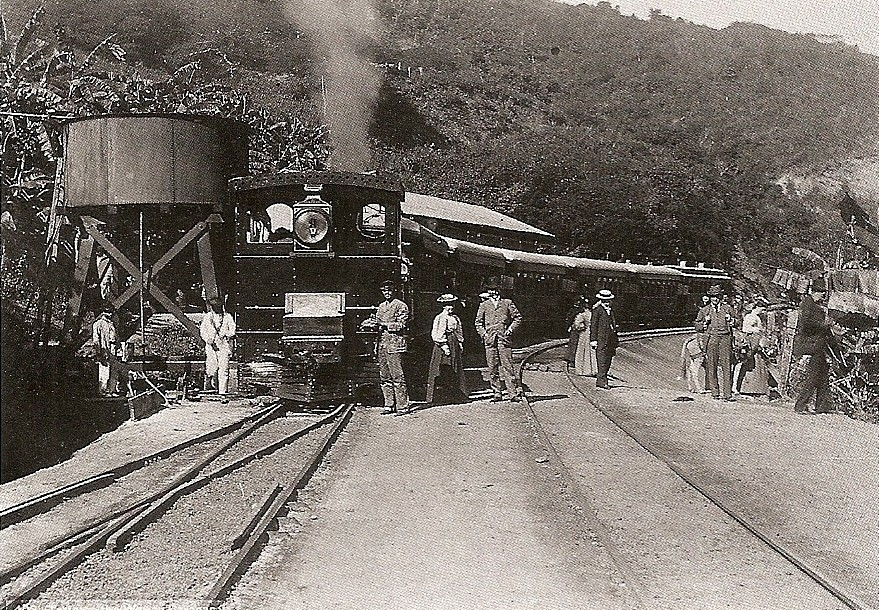
Ferrocarril Caracas-La Guaira en 1916

En 1883, promovió la primera fábrica de gas doméstico de Caracas, que luego pasó a ser la Compañía de Gas y Luz Eléctrica. En 1885, su hija; Ana Gertrudis Boulton Rojas, junto a su esposo; Gustavo Julio Vollmer Ribas (primo segundo de Simón Bolívar y bisnieto de Feliciano Palacios y Sojo), compra la Hacienda Santa Teresa, en donde hicieron instalar un alambique de cobre traído desde Colonia (Alemania), para iniciar la fabricación y venta del ron a una escala mayor de lo que hasta entonces se había hecho en la Hacienda. En 1909, registró como Ron Santa Teresa, la primera marca de ron del país. En el inicio del siglo XX, las riendas de la propiedad y del negocio pasaron a manos de su hijo, Alberto Fernando Vollmer Boulton. 
Por último, Henry Lord Boulton Schimmel; participó en 1890, como fundador del Banco de Venezuela y del Banco Caracas.  Boulton Schimmel, muere en 1891; quedando al frente sus dos hijos mayores, Henry Lord y Alfred William Boulton Rojas. En enero de 1890, ingresa a la firma el hermano menor John Boulton Rojas, quien estuvo asociado al hipismo; deporte que se convertiría en una de las empresas de mayor significación en Venezuela. El funcionamiento del Hipódromo de Sabana Grande, se logró bajo la rectoría del Jockey Club de Venezuela, entidad fundada el 10 de agosto de 1895, a la cual se integraron aficionados hípicos de la época y el decidido apoyo del General Joaquín Crespo. En ese grupo se destacó John Lord Boulton Rojas, entre otros como Gustavo J. Sanabria, Francisco Sucre, Charles R. Rohl, Carlos Zuloaga, Alberto Smith, Octavio Escobar Vargas, Francisco J. Sucre, Juan S. Delfino, Federico Alcalá, J. J. Michelena, Edgar Ganteaume, Francisco L. Becerra, Mathieu Valery, Arturo Michelena, Felipe S. Toledo, Alfredo de la Sota, Luis Landaeta. 
En lo progresivo, la familia se diversifica adquiriendo participaciones sobre bancos, empresas de seguros, compañías constructoras, bienes raíces, consolidando una vasta flota de buques comerciales. 
Como demostración de su progreso, John Boulton, dirigió en 1901 una carta al Presidente Cipriano Castro, con el fin de obtener exoneración de impuestos de importación de los materiales de construcción de la residencia familiar, en la exclusiva Urbanización El Paraíso. Las obras se inician bajo la dirección del Ingeniero Francisco Uzcátegui pero pronto son suspendidas cuando los Boulton apoyan la Revolución Libertadora, dirigida por el banquero Manuel Antonio Matos contra el gobierno de Castro, que resulta en un rotundo fracaso en 1903. Las obras fueron suspendidas y en 1908 a pocas cuadras el presidente Castro inaugura el Hipódromo El Paraíso. Al ser derrocado Castro la construcción se reanuda en 1909. El 29 de septiembre de 1910 en los predios del Hipódromo El Paraíso de Caracas una gran cantidad de espectadores se concentro para presenciar el primer vuelo tripulado a bordo de una aeronave ocasión que contó con la asistencia del Presidente de la República, el General Juan Vicente Gómez. El vuelo duró unos 27 minutos, sobrevolando el piloto Bill Boland toda la ciudad de oeste a este para terminar aterrizando de nuevo en el Hipódromo El Paraíso. En 1911 la dirección del proyecto fue confiada al Arquitecto Alejandro Chataing, quien la termina en 1913. La quinta las Acacias, de estilo parisino fue declarada monumento nacional en 1983 y actualmente es la sede de la Comandancia General de la Guardia Nacional. 

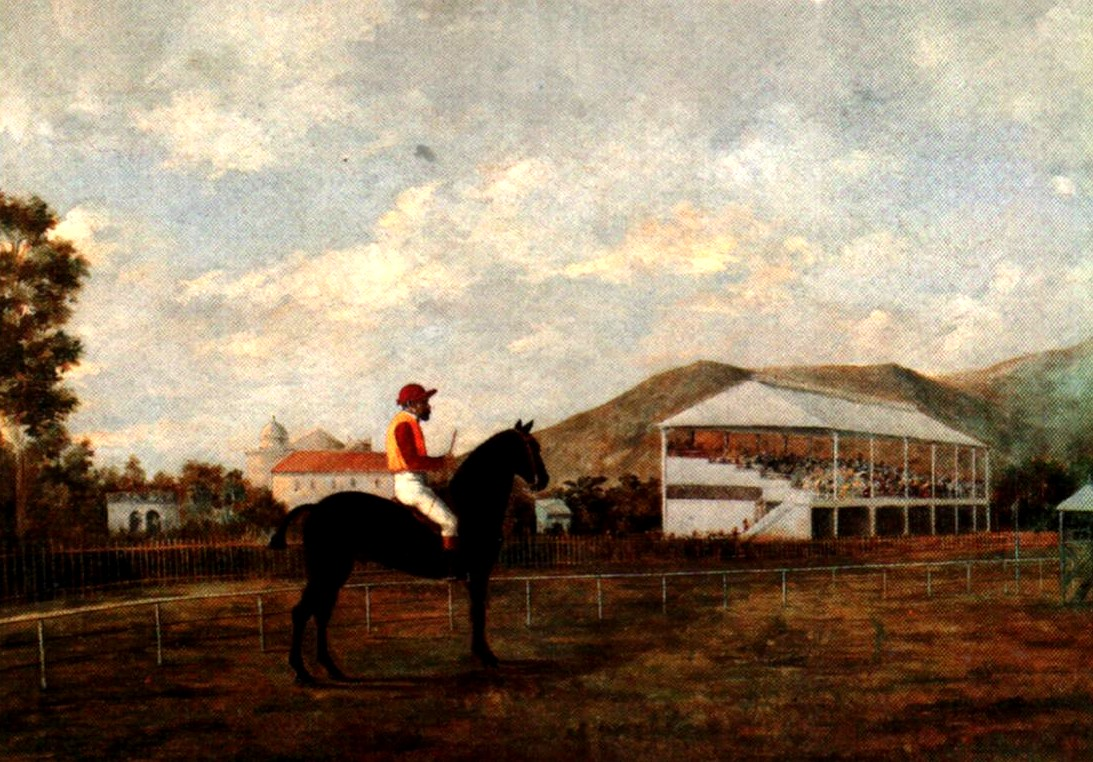
Borinquen, famoso ganador de 32 carreras, en pintura de Arturo Michelena. Su jinete oficial fue Enrique Vollmer Boulton, en el Hipódromo de Sabana Grande.

Con el inicio de la explotación petrolera en Venezuela durante el gobierno de Juan Vicente Gómez y el vertiginoso impulso al sector privado, la Casa Boulton, consolida con éxito inversiones sobre el petróleo, especialmente en el ámbito del transporte. Hacia 1926, se involucró más directamente en la actividad agroindustrial. Participó en la operación de la Cervecería El Águila y se dedicaba a la importación de bebidas alcohólicas, como el coñac Hennesy Tres Estrellas. Siendo John Boulton sobrino de Arístides Rojas, hereda su inclinación y pasión hacia la colección de obras de arte. John Boulton se encargó de incrementar sustancialmente el acervo histórico-artístico reunido por su tío y contribuyó de este modo a preservar una parte del patrimonio cultural de Venezuela. Durante la crisis económica mundial de 1929s, John Boulton Rojas contaba con el apoyo en la Dirección, de sus dos hijos mayores (fruto de su primer matrimonio con María Olavarría), Henry Lord Boulton Olavarría y John Boulton Olavarría, y de sus hijos más jóvenes (fruto de su segundo matrimonio con Catalina Pietri), Alfredo Boulton Pietri y Andrés Boulton Pietri, quienes lograron superar difíciles momentos inspirados en el espíritu emprendedor y resiliencia de sus antepasados. La familia Boulton Pietri adquiere en 1931 una parte de una colina de aproximadamente 50 há en Los Guayabitos, en las afueras de la ciudad de Caracas. Andrés Boulton, Alfredo Boulton y Anita Boulton de Phelps decidieron construir allí sendas casas en las que transcurrieron buena parte de sus vidas. En 1932, John Boulton funda la C.A. Venezolana de Tabacos y en 1939, un año antes de morir, hizo una donación a la Biblioteca Nacional de los libros que habían pertenecido a Arístides Rojas, pero conservó la Colección Bolivariana, que desde hace algunos años es parte principal de la Colección de la Fundación John Boulton.
Alfredo Boulton Pietri (1908-1995), fue uno de los más prominentes intelectuales del siglo XX y promotor del arte latinoamericano. Desde 1928, cuando regresa a Caracas tras cinco años de estudios en Europa; se destaca como fotógrafo y por su dedicación al estudio del arte venezolano que culminará con la "Historia de la Pintura en Venezuela", sin duda el primer intento sistemático por comprender esta producción artística desde los tiempos coloniales hasta los años setenta. 
Con el auge de la industria petrolera en 1941, Margot Boulton Pietri; funda el Centro Venezolano Americano de Caracas con el patrocinio de Nelson Rockefeller. 
En plena Segunda Guerra Mundial la familia Boulton incursiona en el transporte aéreo de pasajeros con la creación de la compañía Avensa, el 13 de mayo de 1943. En 1944, la firma creó la Distribuidora Agrícola y Pecuaria S.A. (Agropsa). En 1946, era un importante accionista de la C.A Ponche Crema, de Eliodoro González P. Sucesores. En 1948, participó en Mavesa, productora de aceites y grasas comestibles.
En 1950, Alfredo Boulton asume la dirección de la Fundación John Boulton; una institución sin fines de lucro pionera en Venezuela, creada por las empresas H.L. Boulton & Co. para la preservación de importantes documentos originales y objetos de indudable valor histórico. Entre los muchos reconocimientos de que fue objeto, fue incorporado como individuo de número a la Academia Nacional de la Historia de Venezuela, en 1959. 

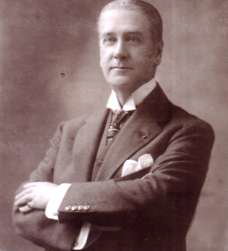
John Boulton Rojas.

En 1953, Margot Boulton Pietri fue designada para ser la Relacionista Pública de la Casa Dior y Cartier de Caracas y fue anfitriona de Christian Dior durante su visita a Venezuela. 
La familia Boulton se adhiere al comité promotor para la construcción del Hipódromo de La Rinconada, proyectado en 1955 e inaugurado en 1959 donde se organizaron carreras destacadas en honor a John Boulton Rojas. Posteriormente con la llegada de la era democrática, los Boulton; esta vez liderados por el nuevo patriarca familiar, Andrés Boulton Pietri, se enfocan en el sector del transporte aéreo internacional, deseoso de agregar ese rubro a una cartera de empresas, inversiones y operaciones, ya de por sí extensa e impresionante que incluía la linea aérea Avensa desde 1943. Tales objetivos se ven materializados con la creación de la compañía Viasa, el 21 de noviembre de 1960, ambas compañías emprendidas a manera de consorcio, con la participación de Pan Am y del gobierno Venezolano. En 1967, Viasa fundó Panameña de Aviación Internacional (PAISA), junto a KLM para explotar mejor los derechos de tráfico recíproco del que disfrutaban las aerolíneas panameñas. Avensa fue la primera empresa de aviación que llegó a parque nacional Canaima y construyó su pista de aterrizaje, bajo la dirección de Henry Lord Boulton Núñez (hijo de John Boulton Olavarría). Ante la arremetida de las compañías aéreas de Estados Unidos, Henry Lord Boulton Núñez, presidente de VIASA; fomentó la Asociación Latinoamericana de Líneas Aéreas, con el fin de crear una representación que agrupe al gremio en el continente suramericano.  Desde 1965, el Hipódromo La Rinconada incluye en su calendario anual de competencias varios premios como Copas o  Clásicos John Boulton reconociendo la contribución de John Boulton Rojas al desarrollo del hipismo en Venezuela, 
La casa Boulton, que se abrió en La Guaira en 1824; fue declarada Patrimonio Nacional, según Gaceta N.º 28.870, de fecha 10 de marzo de 1969. Dicha edificación que originalmente tuvo uso doméstico, en la planta baja funcionaba el almacén y la familia Boulton habitaba en la segunda planta. 

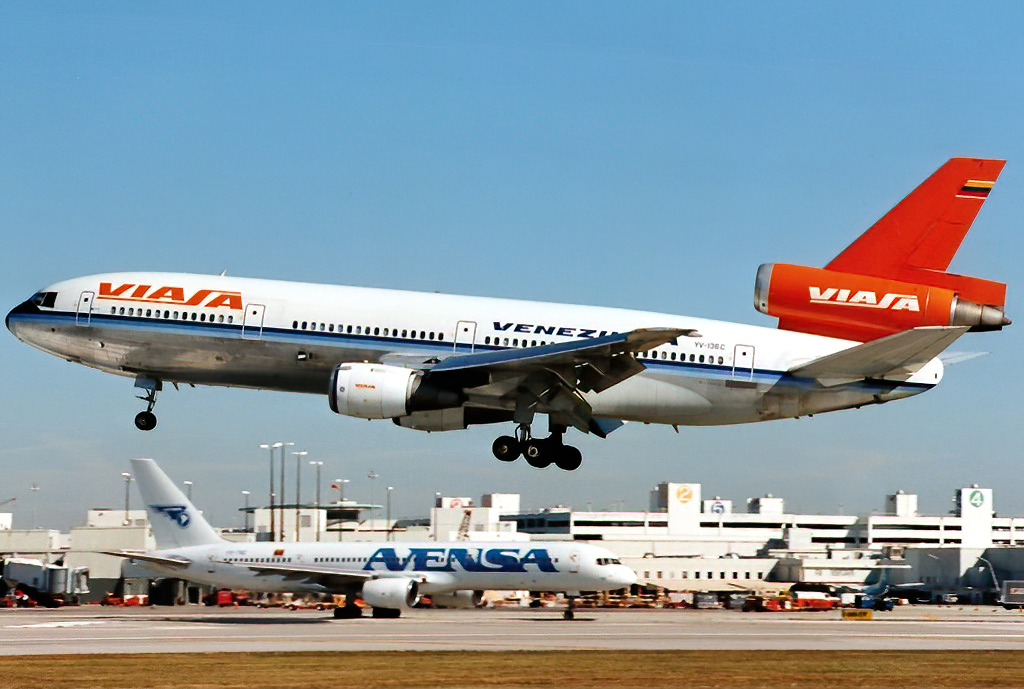
Aviones de VIASA y Avensa

 En 1969, el gobierno del presidente Rafael Caldera ordena el retiro de la circulación de "El Orgasmo de Dios", libro escrito por Andrés J. Boulton Figueira de Mello (hijo de Andrés Boulton Pietri) Caracas, 1943, por considerarlo lesivo a los valores de Venezuela. El Grupo Boulton, continuó siendo una empresa familiar que mantuvo sus inversiones y operaciones, inclusive tras que el gobierno vendiese su participación en Avensa y Viasa en 1975. María Teresa Boulton inauguró La Fototeca en 1977, la primera galería de arte en Caracas dedicada a la fotografía, Boulton junto con su esposo Paolo Gasparini, se encargó de su creación y dirección.
Andrés Boulton Pietri; inaugura en 1983 la sede de Seguros La Seguridad en el edificio "El Chorro" de Caracas. En 1989 la fotógrafa María Teresa Boulton firma el manifiesto de bienvenida al presidente Fidel Castro, donde 911 intelectuales venezolanos saludaban la visita del líder cubano. Tras el fallido Primer intento de golpe de Estado de Venezuela de 1992 del teniente coronel Hugo Chávez, con la tormentosa situación económica que desembocó en la crisis financiera de 1994, durante el segundo mandato de Rafael Caldera; el país se desestabilizó y los Boulton, perdieron muchas inversiones, VIASA fue vendida al estado en el primer mandato de Carlos Andrés Pérez, la cual es intervenida por el gobierno, y su compañía de seguros La Seguridad, la cual es vendida a MAPFRE. En enero de 1995, el Grupo Boulton vendió Consolidada de Cementos. 
En 1996, la Fundación Alberto Vollmer adquiere la totalidad de los archivos de Alfredo Boulton Pietri, incorporando así al legado familiar un considerable conjunto fotográfico (cerca de 10.000 negativos y más de 3.000 copias), así como 65 años de correspondencia con los artistas e intelectuales más sobresalientes del país y toda la documentación acumulada en sus investigaciones históricas, arqueológicas e iconográficas. 

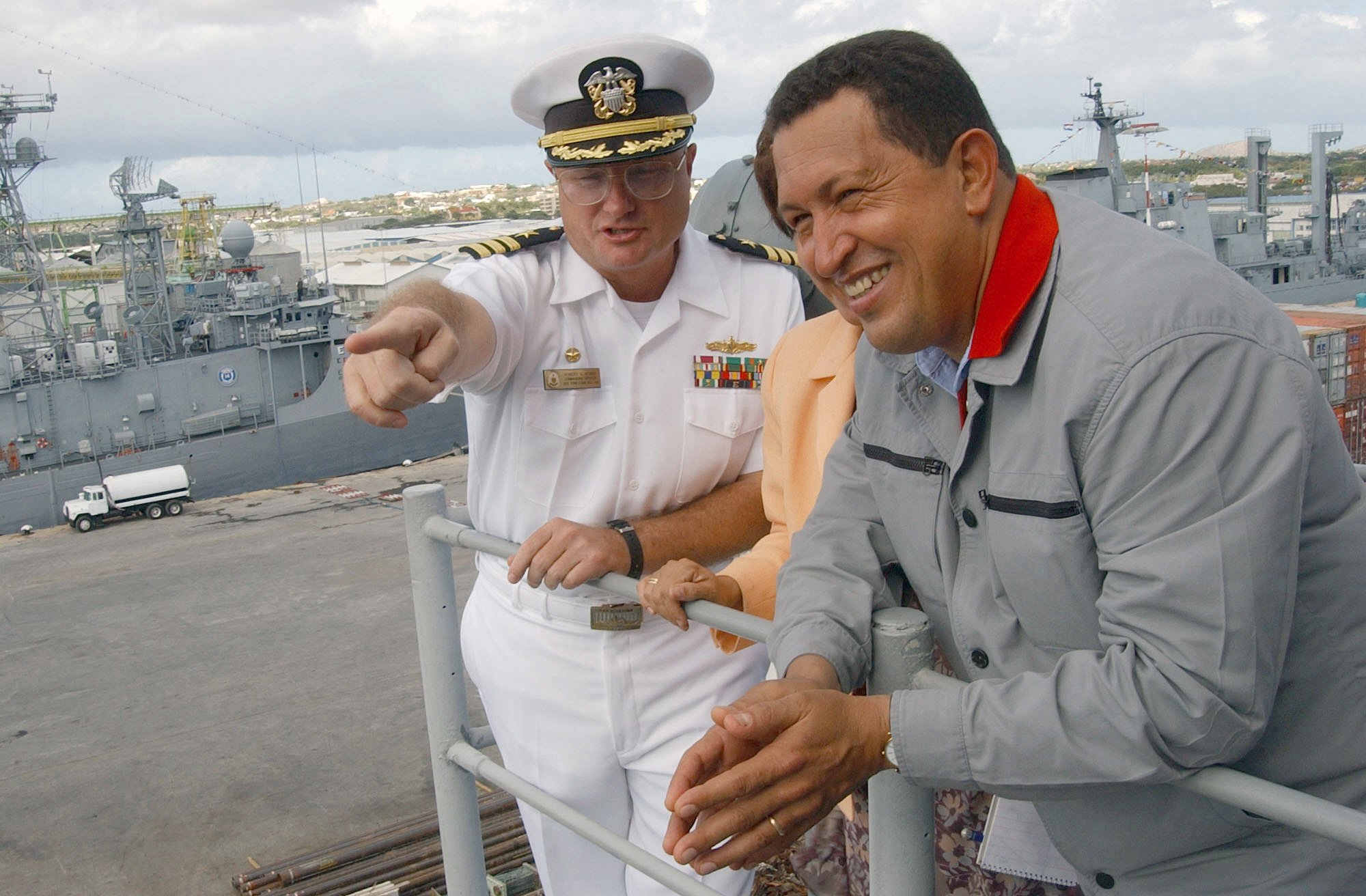
El presidente Hugo Chávez en el USS Yorktown, Curaçao, 2002

En 1998, el Grupo Boulton apoya la campaña electoral de Henrique Salas Römer; ganando la presidencia de la República el teniente coronel Hugo Chávez. Roland Denis Boulton (hijo de María Teresa Boulton), es nombrado viceministro de Planificación y Desarrollo entre 2002 y 2003. En lo 80s militó en el movimiento La Desobediencia y luego en el Proyecto Nuestramerica o Movimiento 13 de abril. Es autor de los libros Los Fabricantes de la Rebelión (2001) y Las Tres Repúblicas (2012).
El 15 de julio de 2000, Richard Boulton Winckelmann (hijo de Henry Boulton Núñez); de 36 años, fue secuestrado por un grupo armado de las Autodefensas Unidas de Colombia. Llegaron vestidos con uniformes militares (con la excusa de querer revisar su avioneta); a su residencia, en el Haras San Francisco, ubicada en Tocuyito, Estado Carabobo. En ese momento estaba acompañado por su esposa, Marena Bencomo; a quien dejaron maniatada. Richard fue llevado en su propia avioneta a Colombia. Mientras el Ejército de Liberación Nacional (Colombia) negaba cualquier relación con el caso, su esposa y su familia negociaban el rescate por su cuenta. A casi un año del secuestro, llega una prueba de vida de Richard; a través de un preso venezolano, que estaba en la Cárcel La Modelo; a la cual viajó Marena (quien tuvo que liderar la negociación, por exigencia de los secuestradores), acompañada por su padre; Oswaldo Bencomo, quienes entraron a dicha cárcel; resguardados por el Frente 41 de las Fuerzas Armadas Revolucionarias de Colombia, donde recibieron una carta de su puño y letra con una fotografía de él. Después, llegó otra prueba de vida retransmitida por Venevisión, donde el propio Boulton pedía su liberación. El 15 de julio de 2002 (tras el pago de un rescate en dólares y la ayuda del entonces Presidente de Colombia, Andrés Pastrana; quien era amigo de la familia), por orden de Carlos Castaño Gil; fue liberado y entregado a la Cruz Roja en un asentamiento de una Misión católica en la Región Amazónica (Colombia) y recibido en Villavicencio por el Comité Internacional de la Cruz Roja.
John Howard Boulton Núñez (hijo de John Boulton Olavarría), llegó a Nueva York a finales de la década de los noventa y trabajaba en Eurobrokers International como agente financiero para América Latina. El 11 de septiembre de 2001 murió, al ser uno de los dos venezolanos que fueron víctimas de los atentados del 11 de septiembre de 2001 contra el World Trade Center (1973-2001).
En 2002, Avensa luego de intervención estatal por tres años, sus operaciones se vieron restringidas a unos pocos vuelos diarios a Mérida. En 2004, estos vuelos fueron suspendidos y la línea aérea se encuentra en proceso de reestructuración. 

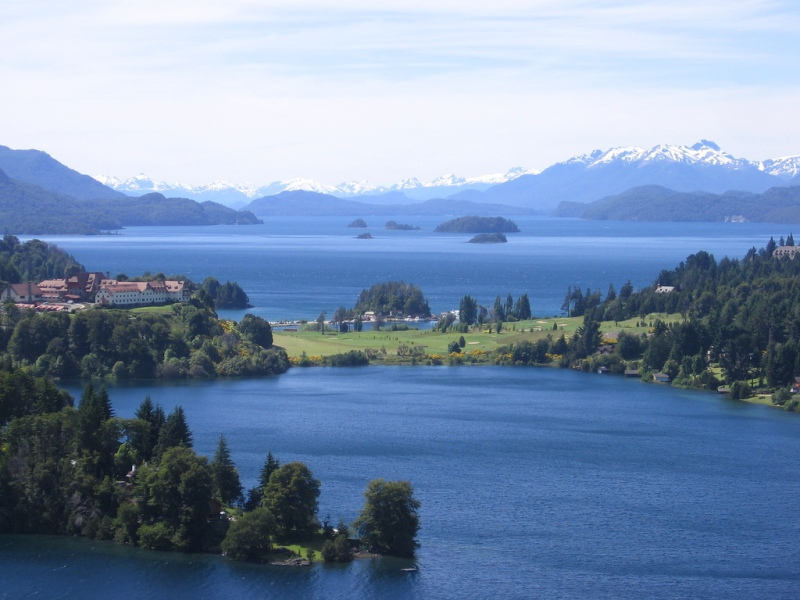
Vista del Lago Nahuel Huapi

El 19 de septiembre de 2003, el empresario financiero Eduardo Schlageter Boulton (hijo de Carmen Boulton Pietri y Eduardo Schlageter), se suicidó a los 72 años en su mansión; ubicada a orillas del Lago Nahuel Huapi (Argentina), donde cumplía arresto domiciliario. Antes de fin de año, debía enfrentar un juicio oral en el que se intentaría determinar si abusó en diferentes ocasiones de cinco jóvenes, cuyas edades iban de los 5 a los 12 años. Además, enfrentaba una demanda civil por casi cuatro millones de pesos presentada por tres de las presuntas víctimas.
La torre El Chorro, sede de las empresas del Grupo Boulton, se vendió en 2007 y permanecía desocupada hasta finales de 2010, que comenzó a ser utilizada por el Ejecutivo Nacional; como refugio de familias que perdieron sus viviendas debido a las lluvias. La colección de la Fundación John Boulton, que se exhibía en el piso 11 del citado inmueble; fue trasladada a la casona Santaella en el Foro Libertador de Caracas.
El 16 de diciembre de 2010, efectivos de la Guardia Nacional Bolivariana y del Ejército, frustraron el secuestro de Henry Lord Boulton Núñez, de 81 años de edad, quien se encontraba en su finca “La Trinidad”, ubicada en el sector El Rosario de Tocuyito, del estado Carabobo. Mismo lugar donde habían secuestrado a su hijo, Richard Boulton; en 2000.
En 2013, encapuchados asesinaron a golpes al historiador Napoleón Pisani; cuando intentaban robar colección de monedas antiguas del museo de la Fundación Boulton, ubicado al lado del Mausoleo de Simón Bolívar.

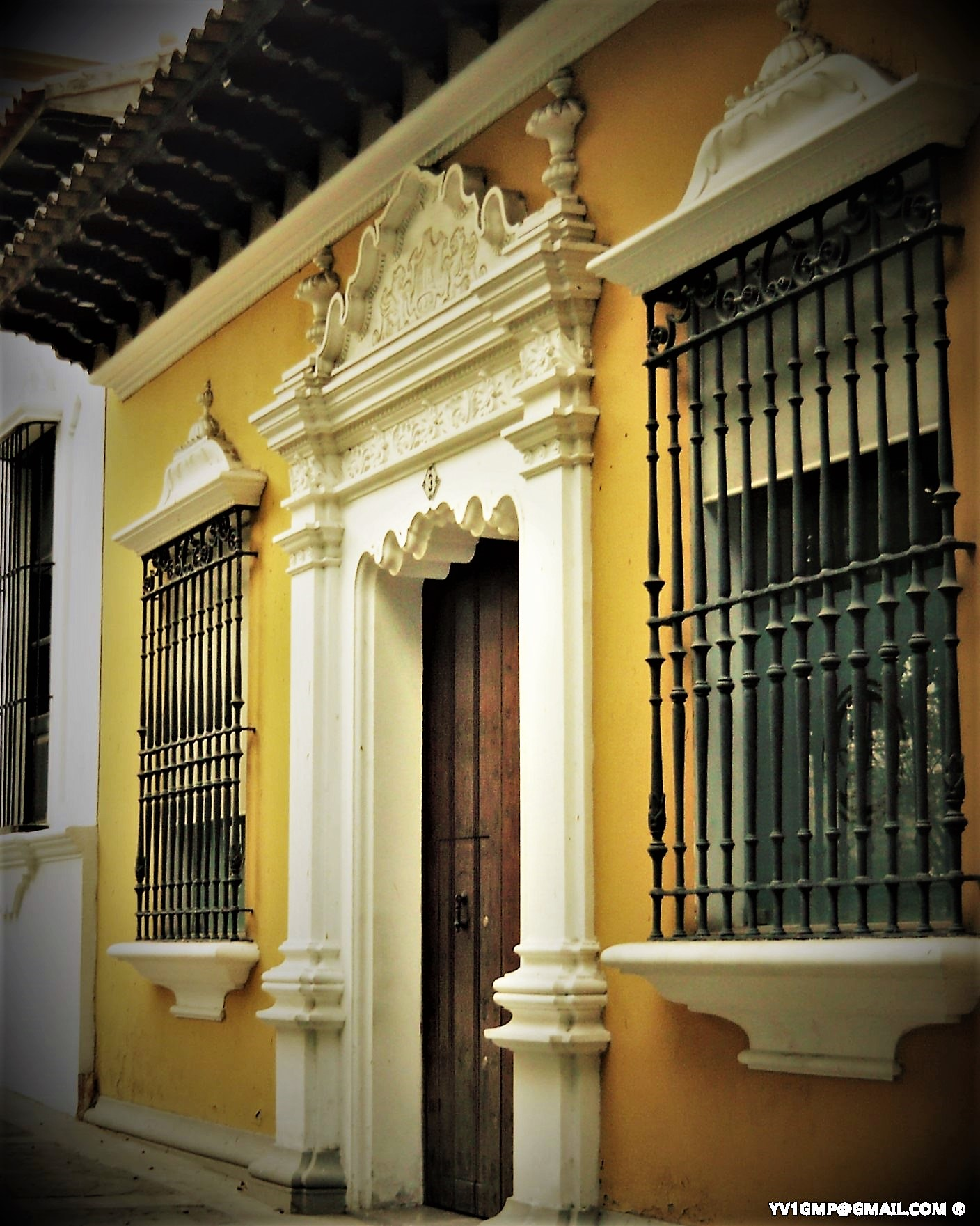
Sede de La Fundación John Boulton.

Actualmente, la familia Boulton mantiene operaciones en Venezuela, a pesar de la abierta hostilidad de los gobiernos de Hugo Chávez Frías y Nicolás Maduro; que se ha concretado en la expropiación de varios de sus activos como la cadena de hoteles HOTURVENSA (2007) y el Haras Tocuyito (2010). Por iniciativa de María Teresa Boulton, directora de la Fundación John Boulton, se ha abierto al público la Casa Boulton (antes casa Santaella), a manera de museo, la exposición de muchas de las obras, artículos y libros que a familia acumuló durante su historia. 
Vanessa Boulton, es una reconocida diseñadora tras el éxito que le significara haber sido seleccionada en el 2013 por la prestigiosa marca Coca-Cola, donde sus creaciones se vieron representadas en miles de latas del famoso refresco distribuidas en todo el país. No tiene, sin embargo, relación consanguínea con la familia Boulton objeto de esta página. 
El compositor Andrés Boulton Alfonzo (hijo de William Henry Boulton Figueira), radicado en Los Ángeles (California) por más de una década se ha dedicado a la música para cine y televisión. Entre sus proyectos destaca la serie "Chosen", del canal en línea Crackle y las bandas sonoras de los largometrajes de terror Beneath (2013) y 30 Days of Night: Dark Days (2010), por el que recibió el premio Golden Reel de la asociación de Editores de Sonido de Películas (MPSE, en inglés). 
El 12 de noviembre de 2015, falleció en Caracas a los 86 años de edad, Henry Lord Boulton Nuñez, el mayor promotor del desarrollo de las líneas aéreas venezolanas, de la hípica y de los sectores turismo y transporte en general. Su pasión por la aeronáutica lo llevó a fundar la línea aérea Servivensa y contribuyó a la apertura de Viasa (aerolínea) en 1961. En su carrera empresarial, se destacó en el mundo financiero como director de la extinta Cavendes, presidente de Servivensa y director de H.L. Boulton Co.

## Propiedades, Empresas e Inversiones
| Leyenda: | Entidad Activa y en Posesión | Entidad Anexada o Fusionada | Entidad Quebrada o Inhabilitada | Entidad expropiada o de Orden Público | Entidad Vendida |

| Nombre                         | Jefe de la Familia          | Estatus             | Explicación                                                                                 |
| ------------------------------ | --------------------------- | ------------------- | ------------------------------------------------------------------------------------------- |
| Red “D” Line                   | John Boulton Townley        | Vendida             | Adquirida por Grace Line en 1937.                                                           |
| Boulton Sons & Co.             | Henry Lord Boulton Schimmel | Fusionada           | Incorporada en la H.L. Boulton & Co.                                                        |
| H.L. Boulton & Co.             | Henry Lord Boulton Schimmel | Fusionada           | Incorporada en el Grupo Boulton                                                             |
| H.L. Boulton Jr. & Co          | Henry Lord Boulton Schimmel | Fusionada           | Incorporada en el Grupo Boulton                                                             |
| Grupo Boulton                  | Andrés Boulton Pietri       | Activa              | Holding empresarial que actualmente ejerce como el pilar de las operaciones de los Boulton. |
| Seguros la Seguridad           | Andrés Boulton Pietri       | Vendida             | Vendida, hoy día parte de Mapfre                                                            |
| Inmobiliaria 24, C.A.          | Andrés Boulton Pietri       | Activa              | Parte del Grupo Boulton.                                                                    |
| Cerámicas Carabobo             | Andrés Boulton Pietri       | Activa              | Parte del Grupo Boulton.                                                                    |
| Terminales Maracaibo           | Andrés Boulton Pietri       | Activa              | Parte del Grupo Boulton.                                                                    |
| Viasa                          | Andrés Boulton Pietri       | Vendida             | Vendida al Grupo de Aerolíneas Iberia.                                                      |
| Avensa                         | Henry Lord Boulton Nuñez    | En Reestructuración |                                                                                             |
| Servivensa                     | Henry Lord Boulton Nuñez    | En Reestructuración |                                                                                             |
| Hotel los Frailes              | Henry Lord Boulton Nuñez    | Activa              | Parte del Grupo Boulton.                                                                    |
| Complejo Licorero Ponche Crema | Andrés Boulton Pietri       | Activa              | Parte del Grupo Boulton.                                                                    |
| Consolidada de Cementos        | Andrés Boulton Pietri       | Vendida             | Vendida tras la desestabilización económica de los noventa.                                 |
| Haras Tocuyito                 | Henry Lord Boulton Nuñez    | Invadida            | Expropiada por el estado venezolano.                                                        |
| Hoturvensa                     | Henry Lord Boulton Nuñez    | Activa              |                                                                                             |